# Muzeum Gdańskiego Uniwersytetu Medycznego
Muzeum Gdańskiego Uniwersytetu Medycznego – muzeum w Gdańsku poświęcone historii medycyny i szkolnictwa medycznego w Gdańsku. Funkcjonuje przy Gdańskim Uniwersytecie Medycznym, w budynku Atheneum Gedanense Novum, zwanym kiedyś Starą Anatomią.

## Zbiory i ekspozycje

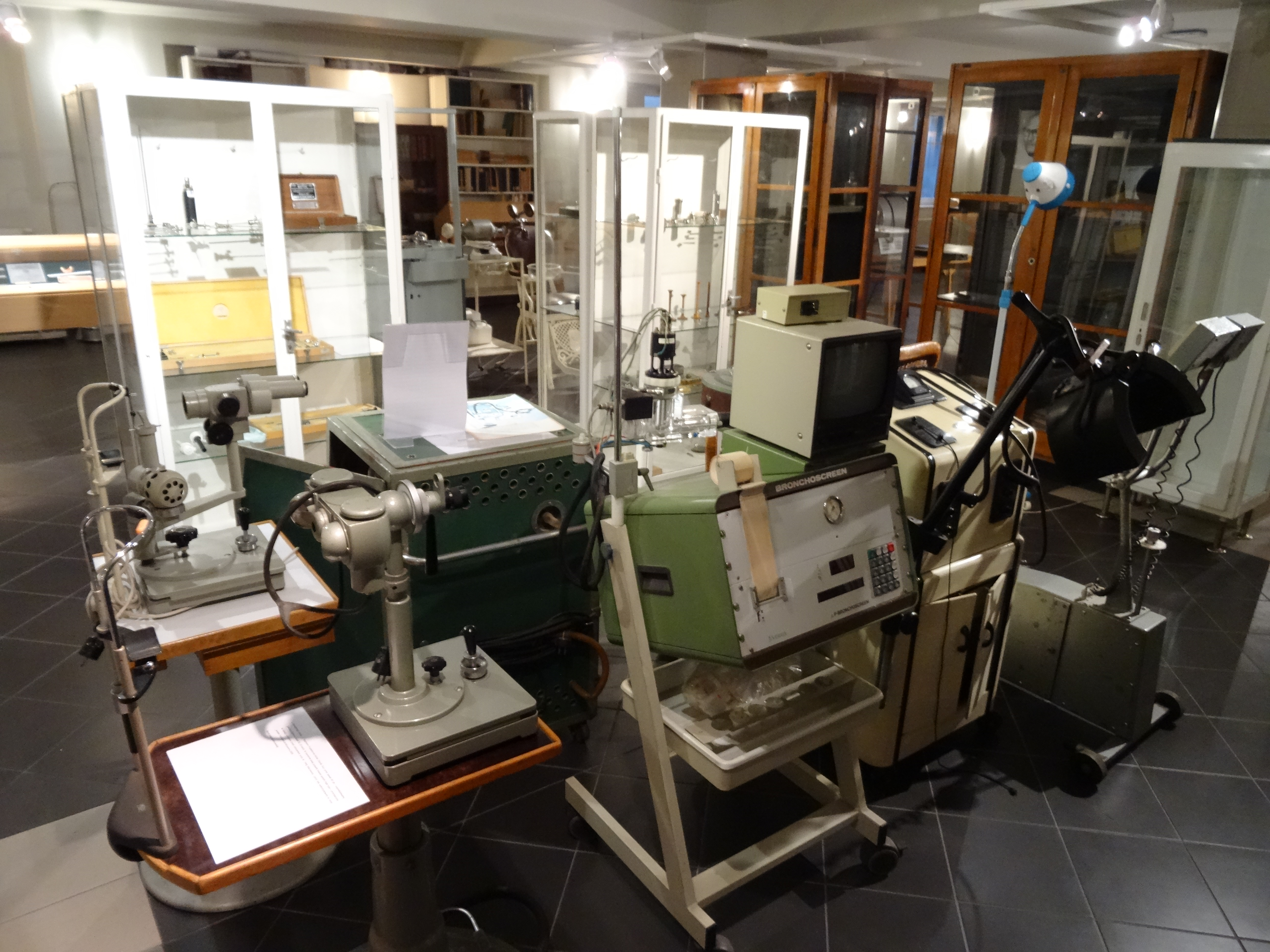
Ekspozycja Muzeum

Muzeum powstało w 2006 r. Gromadzi i prezentuje eksponaty związane z historią medycyny, w szczególności gdańskiej. W zbiorach znajdują się zabytki kultury materialnej związane z macierzystą uczelnią, jak również pochodzące z Wydziału Lekarskiego Uniwersytetu Stefana Batorego w Wilnie z lat 1919-1939, do tradycji którego Gdański Uniwersytet Medyczny odwołuje się w swoim statucie, oraz obiekty związane z medycyną gdańską od XVI wieku. Są to dokumenty, fotografie, książki, sprzęt i aparatura medyczna i apteczna oraz inne zabytki związane z uczelnią, medycyną, farmacją i nauką. Pochodzą one ze zbiorów klinik i katedr uniwersytetu oraz od osób prywatnych.
Oprócz ekspozycji stałej, prezentowane są też wystawy czasowe, takie jak:
- “Akademia Lekarska w obiektywie prof. Jacka Adams-Ray’a” (2006)
- “Fragmenty większej całości” (2007)
- “Spotkanie przy plakacie” (2008)
- “Cztery fotele” (2009)
- “Niepowtarzalne” (2009)
- “Uniwersytet Stefana Batorego w Wilnie 1919-1939” (2010)
- “Zaskoczenie, zdziwienie i zdumienie” (2010)
- “Prawie cały wiek XX. Życie i działalność Tadeusza Kielanowskiego” (2011)
- “GMO – Genetycznie Modyfikowane Obiekty” (2012)

W muzeum prowadzone są spotkania związane z historią nauki, zajęcia dla studentów uczelni wyższych, szkół średnich i gimnazjów.
Przynajmniej raz w roku publikowany jest “Biuletyn Muzeum Gdańskiego Uniwersytetu Medycznego” w formie elektronicznej.

## Godziny otwarcia
Od poniedziałku do piątku w godzinach 8:30-15:00.
Wstęp do muzeum jest wolny po wcześniejszym umówieniu wizyty.